# KIKU
KIKU（仮想チャンネル20・UHFデジタルチャンネル19）は、アメリカ合衆国ハワイ州ホノルルに認可され、ハワイ諸島にサービスを提供している多文化の独立テレビ局。ロサンゼルスを拠点とするエンターテインメント・スタジオズの子会社であるアレン・メディア・ブロードキャスティングが所有しており、ABC系列のKITV（チャンネル4）との複占の一部である。スタジオはホノルルのダウンタウンのビショップ・ストリートにあり、送信所はナナクリにある。

## 歴史

### ハワイにおける日本語放送の芽生え
ハワイには明治時代以降、多くの日本人が移民して一大コミュニティを形成していた。1960年の全米人口調査ではホノルル近郊の人口35万のうち日系人が12万人を占めており、日系人は白人や中国系を抑えて最大のエスニックグループとなっていた。当時は日本語を話す一世・二世も多く、日系コミュニティにとって日本語メディアは渇望されるところであった。1954年に日本航空のホノルル便が就航して以降、日本人渡航者は増加しており、観光業界からのスポンサーシップも期待された。
日本語メディアとしては19世紀末から日本語新聞が発行されており、1929年にはラジオにおける日本語番組の放送も行われていたが、1960年にはラジオ局KOHOが初の全日日本語放送を行い、1963年にはKZOOが放送を開始してこれに続いた。一方でテレビについても日本語番組が求められるようになり、テレビ局KGMB-TVで1952年12月21日の16:30から1時間、初の日本語番組が放送された。その後KONA(現在のKHON)、KULA(現在のKITV)など、各局でも一週間に2時間ほどの定期的な日本語放送が行われるようになった。

### 旧KIKU（現在のKHNL）の歴史
放送中は「40年以上」と宣伝しているが、歴史上「KIKU」のコールサインを使った局は二つある。どちらもハワイを放送エリアとして日本語放送を行ってきたテレビ局だが、現在の「KIKU」とVHFチャンネル13を使ったかつての「KIKU」は別の法人である。以下、それぞれについて記述する。
かつての「KIKU」はワトゥムル・ブロードキャスティング・カンパニー（Watumull Broadcasting Company）の所有の下、1962年7月4日（独立記念日）に独立局KTRG-TVとして立ち上げられた。その後、敏腕のメディア経営者として知られたリチャード・イートンはKTRG-TVの経営が傾いているという情報を聞きつけ、フレンドリー・ブロードキャスティング・カンパニー（Friendly Broadcasting Company、以下「フレンドリー社」と表記）を開設してこの局をオーナーのハワイアン・パラダイス・パーク社（Hawaiian Paradise Park Corp.）から買収し、自ら経営を立て直そうと画策した。1966年にはフーヴァー立石（Youichi Hoover Tateishi）がフレンドリー社に加わった。ハワイ生まれの帰米二世である立石はハワイ大学を卒業後、米軍に勤務したのちに日本語ラジオ局KOHO、KZOOの開設に関わり、その経営に尽力していた。
1966年2月3日にフレンドリー社は放送通信事業の規制監督を行う連邦通信委員会（以下、FCC）に対して放送免許の移行を申請したが、それに対してFCCは免許移動にあたって、市場調査の妥当性、コミュニティーのニードが本当に満たされるのか、管理能力はあるのかの3点について聴聞を行う必要があると通知してきた。さらにFCCのジョンソン委員による「外国語放送の有益な面を評価しつつも、それによる国家の分裂や分断化を懸念せざるを得ない」という内容の反対意見書が添付されてきた。
この通知を受けて事態が膠着すると判断した立石は一旦フレンドリー社を離れて単身日本に渡り、東京や大阪のテレビ局を訪問して番組の調達ルートを開拓した。またKTRG-TVの権利者デヴィッド・ワトゥマル（David Watumull）と交渉し、定期の日本語番組の放映を開始した。この番組には日本からの番組のみならず独自制作の番組も含まれ、日本語講座や地域番組、女性向けの番組などがあった。
聴聞会では立石やハワイ大学・アジア太平洋地域言語学教授のジョン・ヤング博士などがハワイにおける日本語放送の必要性を主張した。その結果、審査委員会は放送免許の移管を認可した。1966年にKTRG-TVは売却され、コールサインをKIKUに変更した。こうして1967年11月3日にKIKUは初放映を行った。
初代ゼネラルマネージャーには立石が就任した。当初は設備も不十分で視聴取状態も悪く、映像が途切れたので「聞くテレビ」などとヤジが飛ぶこともあったというが、立石や2代目ゼネラル・マネージャーのジョアン二宮らは地道に改善を積み重ね、順調に人気を集めた。特にジョアンの時代劇や子供番組路線が公表を博した。初期のKIKUは、1970年代を通じてハワイの子どもたちに大人気となり、仮面ライダーV3、人造人間キカイダー、愛の戦士レインボーマン、がんばれ!!ロボコン、秘密戦隊ゴレンジャー、バトルフィーバーJなど、日本の特撮番組を放映した。
サンディエゴのクッシュマンは、テレビ朝日と10人の地元投資家と協力して、ミッドパシフィック・テレビジョン・アソシエイツを結成し、1979年4月9日にチャンネル13を買収した。買収を招いた原因には円高による番組放映権の高騰があるという。日本の番組は簡素化され、19:00から22:00までのゴールデンタイムに移動した。KIKUは『kid vid』形式に切り替え、『ザ・チルドレンズ・アワー（The Children's Hour）』や『プロフェッサー・ファン（Professor Fun）』などの番組で成功を収めた。日本の番組枠の縮小に対して地域住民の反対運動もあったが、日本の番組は1981年までに完全に廃止された。
1984年、KIKUのコールサインはKHNLに変更された。1986年、KHNL-TVはシアトルを拠点とするキング・ブロードキャスティング・カンパニーに売却され、同年、チャンネル13はFOXネットワークのチャーター系列局となった。しかし、KHNLはアジアの番組コンテンツ、主に相撲の試合を放送し続けた。1992年、キング・ブロードキャスティング・カンパニーはプロビデンス・ジャーナル・カンパニーとその金融パートナーであるケルソ&カンパニーと合併した。KHNLは現在、1996年1月1日の系列変更により、当時の所有者であるSFブロードキャスティングとのグループ全体の加入契約を通じてホノルルのFOX系列となったKHON（チャンネル2）との放送局交換のネットワークの提携に続いて、市場のNBC系列として運営されている。

### KIKUの歴史

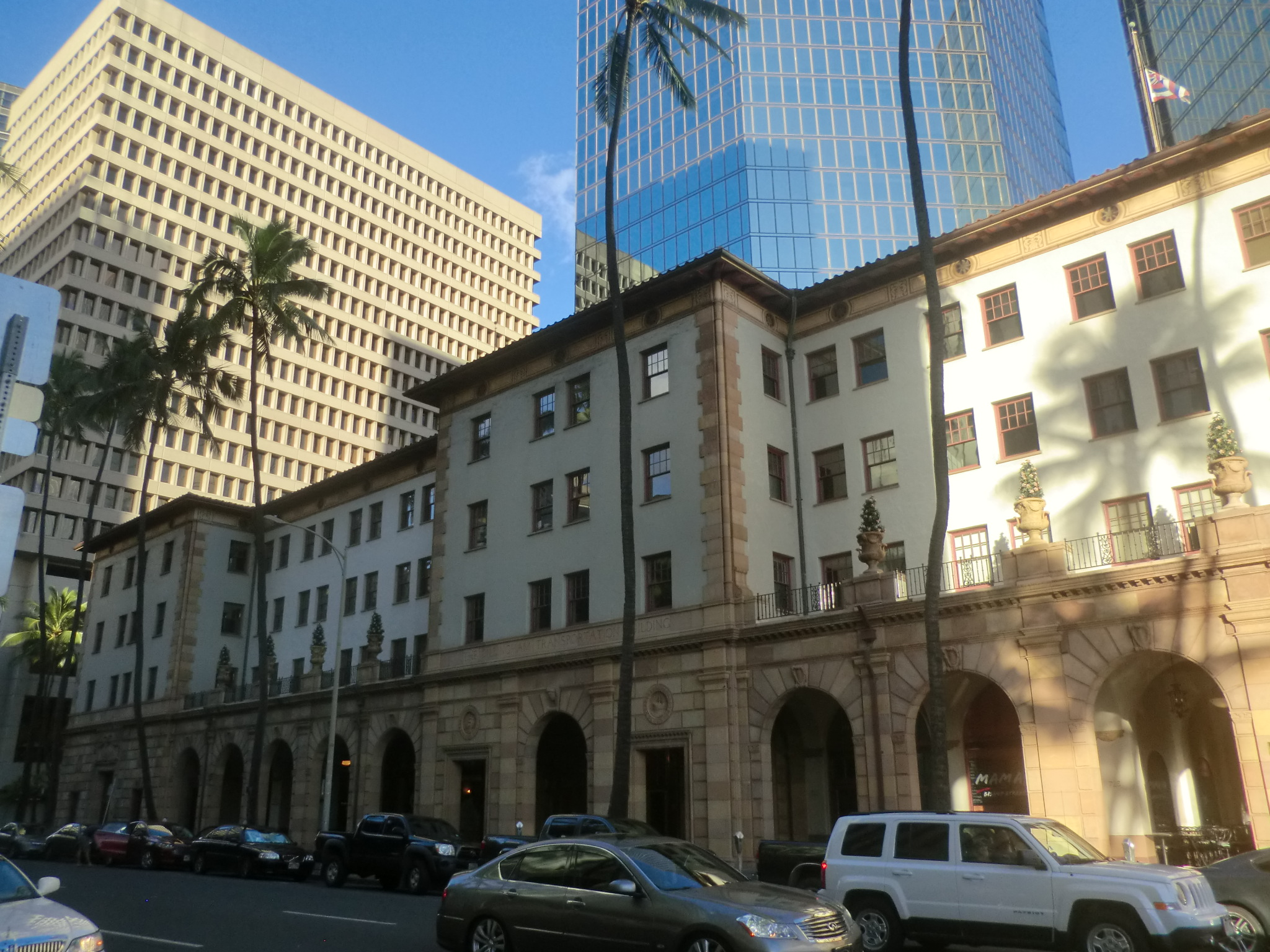
本社のあるビショップ通り737

チャンネル20の歴史は、割り当てのライセンスがFCCに提出され、コールサインKHAI-TVで正式に登録された1980年2月12日まで遡る。テネシー州チャタヌーガに本拠地を置くメディア・セントラル所有の下、1983年12月30日にそのコールサインの下で放送を開始した。当初、当局の番組は、昼間と深夜の時間帯（『ガジェット警部』や『ボルトロン』などのアニメ、インフォマーシャル、カンフー映画などの映画パッケージをフィーチャー）に従来の独立局の番組を反映しており、アジアの番組のほとんどは、チャンネル13・KIKUの形式と同様に夕方に放送されていた。これは、スケジュール全体を通してアジアの番組を拡大するにつれて、何年にもわたって徐々に変化していった。KHAIは元々、チャンネル21でオセアニック・ケーブル（Oceanic Cable・以下、オセアニック）によって放送され、C-SPANはKHAIが放送されていなかった朝の時間帯にスペースを引き継いだ。これは、オセアニックが基本的なケーブルラインナップを再調整し、当局をチャンネル9に移動するまで続いた。メディア・セントラルが財政難に陥り、連邦倒産法第11章による破産を申請した後、KHAIは1989年にロサンゼルスの多文化放送局であるKSCIの所有者に売却された。1993年9月4日、コールサインをKIKUに変更した。
2003年10月、当局のゼネラル・マネージャーであるグレッグ・ミューラーは、3年間の在職期間を経てKIKUを退職した。長年を経て、JNプロダクションズのジョアン二宮代理社長は、2004年初めにKIKUとのパートナーシップを終了した。
2004年11月1日、KIKUはUnited Paramount Network（UPN）との二次提携を開始した。当局は、UPNと提携するホノルル市場で4番目で最後のテレビ局となった。KFVEは1995年1月から2002年9月まで市場の最初のUPN系列として機能し、その後KHON-TVとKGMBは2004年10月まで共同の二次系列としてネットワークの番組編成を共有した。KIKUは、殆どのUPN番組を午後遅くに放映したが、一部の番組はパターン外で放映された。例えば、2006年に、当局は金曜日午後にUPNの木曜日夜のコメディブロックを順不同で放映し、その結果、土曜日深夜の時間枠で『WWEフライデー・ナイト・スマックダウン』が放映された。
2006年9月17日にUPNが閉局した後、KIKUはフルタイムの独立局に戻った（UPNとその月のThe WBの統廃合により、CWテレビジョンネットワーク（The CW）が立ち上げられた）。The CWの立ち上げが発表された後、KIKUは、新興ネットワークとの提携を模索しないことを正式に発表した。The CWは後に、デジタルサブチャンネルでネットワークを伝送するKHON-TVとの提携契約に署名した。
2006年9月18日、KIKUはFUNimation Channelの数少ない無線アフィリエイトの1つとなった。その日から2007年9月まで、KIKUは平日18:00〜19:00までと22:00〜23:00まで英語で2時間の厳選されたアニメ番組を放送し、番組のラインナップは定期的に変更された。しかし、視聴者数が少なかったため、2007年9月にFUNimation Channelから切り離された。
2012年1月、KIKUの当時の所有者であるアジアンメディア・グループ（AsianMedia Group）は、連邦倒産法第11章に基づく破産保護を申請した。当局は、ロサンゼルスのKSCIとそのサンディエゴのリピーターKUAN-LPとともに、アジアンメディア・グループの債務の引き受けを含む取引で、同年3月に4500万ドルでNRJ TV（ヨーロッパの放送局NRJラジオとは無関係）に売却された。同年5月、KIKUは英語のエンターテインメント番組のほとんどを廃止し、アジアの番組の拡大に専念した。

### WRNN-TVアソシエイツへの売却
2019年12月9日、ニューヨーク市を拠点とするWRNN-TVの所有者であるWRNN-TVアソシエイツ（WRNN-TV Associates）が、NRJから7つのフルパワーテレビ局（KIKUとKSCIを含む）と1つのクラスA局（特殊な地位を与えられた低出力テレビ局の一つ）を買収する契約を締結したことが発表された。売却は2020年1月23日にFCCによって承認され、同年2月4日に完了した。
2021年5月、当時放送されていた番組を終了し、同年6月28日にShopHQの放送を開始すると発表した。番組の方向性は、長年ゼネラルマネージャーを務めているフィリス・キハラによる不承認で示され、移動を発表した。この変更は、RNNがShopHQのメインチャンネルの所属に対して行った、より大規模で物議を醸す取引の一部で、ShopHQ加盟局は、コンテンツに関係なく、有料テレビプロバイダーが携帯ガイドラインに基づいて携帯する必要がある。ShopHQ自体は、島のOceanic Spectrumチャンネル24を含め、アメリカ全土でケーブルおよび衛星で広く利用可能だった。これにより、ニューヨーク市郊外の所有権が切断された状態からKIKUでネットワークを伝送する必要が生じ、本土の所有者がローカル入力無しで番組編成の変更を強制するのを見る視聴者にとって特に厄介だった。

### アレン・メディア・グループへの売却
2021年9月27日、KIKUがアレン・メディア・ブロードキャスティング（Allen Media Broadcasting）に400万ドルで売却されることが発表された。売却は2022年1月31日に完了した。

## デジタルテレビ

### デジタルチャンネル
デジタル信号は多重化されている。
| チャンネル | 解像度 | アスペクト比 | PSIPショートネーム | 番組編成                  |
| ---------- | ------ | ------------ | ------------------ | ------------------------- |
| 20.1       | 1080i  | 16:9         | KIKU-DT            | メインKIKU番組編成        |
| 20.2       | 480i   | 4:3          | Canella            | インフォマーシャル        |
| 20.3       | 480i   | 4:3          | LAFF               | ラフ (テレビネットワーク) |
| 20.4       | 480i   | 4:3          | SONLIFE            | SonLife                   |
| 20.5       | 480i   | 4:3          | JTV                | ジュエリー・テレビジョン  |

### アナログ-デジタル変換
KIKUは、ハワイのフルパワーテレビ局がアナログ放送からデジタル放送に移行した2009年1月15日に、UHFチャンネル20を介したアナログ信号の通常の番組編成を終了した（アメリカ本土の放送局の6月12日の移行日より6ヶ月前）。当局のデジタル信号は、プログラム及びシステム情報プロトコル（PSIP）を使用して仮想チャンネルをかつてのUHFアナログチャンネル20として表示し、遷移前のUHFチャンネル19に残った。

## 番組編成
ShopHQに切り替える前は、KIKUの番組編成の殆どは、ハワイ諸島の大規模なアジアのコミュニティに対応する多文化コンテンツで構成されていた。当局で放送された番組は、日本語、タガログ語、英語で放送された。日本の番組は、テレビ朝日、TBSテレビ、NHK、日本テレビなど、日本の主要なテレビ局からライセンス供与されたコンテンツで、当局で最も人気のあるジャンルだった。KIKUのフィリピンの番組は、GMAネットワーク、ABS-CBN、TV5など、フィリピンで最も人気のあるテレビ局からのものだった。2011年、KIKUはアジアの焦点を拡大し、土曜日の中国の番組を含めた。
KIKUは様々な企業と提携して、英語を話す視聴者に届けるために、日本語番組の英語字幕を提供した。一部の番組には、社内で字幕が付けられていた。
2021年5月30日、KIKUは同年6月28日以降、フィリピンと日本のテレビコンテンツの放送を停止し、代わりにShopHQ（現在2番目のサブチャンネルで放送）の系列局になることが発表された。
この事態を受け、ハワイ州選出の上院議員であるエド・ケース（Ed Case）とカイ・カヘレ（Kai Kahele）がFCCに対して書簡を送付した。彼らはKIKUの日本語・フィリピン語番組は多くの住民が用いる言語による番組にアクセスするために重要な役割を果たしており言語学習や文化の浸透に重要であること、アジア系住民はハワイ州の人口の36%を占めており、彼らのためにも多文化番組が必要であることを指摘し、2023年の放送免許更新の際にこうした事情を考慮するよう求めた。
2022年1月31日より、日本とフィリピンの番組の放送が復活し、現在の姉妹局であるKITVからのローカルニュースも放送している。また、エンターテインメント・スタジオズやその他のシンジケートコンテンツを追加して、スケジュールをさらに記入した。

### 主な日本語番組
以下のような番組が放送されていた。時代劇から新しいドラマ作品まで幅広く選択されている。
- 大河ドラマ[13]
- NHK紅白歌合戦[13]
- 土曜ワイド劇場（英題：Mystery Theatre）[39]
- 相棒（英題：partners）[40]
- 花嫁のれん（英題：Behind the Noren）2015年から[41]2019年にかけて放送された[42]
- そこが知りたい（英題：Soko ga Shiritai）のちに後継番組として美しい日本に出会う旅を放送[43]（英題：Soko ga Japan[44]）
- 秘密のケンミンショー（英題：Japan's Local Secret）
- FCI News Catch![45]

## コギク
『コギク』（英文表記は『Kokiku』、1975年10月-2011年)はKIKUの元スタッフで漫画家の藤井日出男と、毎日新聞の英文記者出身である鈴木瑞枝の夫妻によって創刊されたテレビ雑誌である。KIKUの番組情報を提供するとともに視聴者のメディアへの参加の場、さらに日本語の教材としての役割も持ち、オアフ島内外の視聴者に絶大な人気を博した。日本の芸能情報が得られる貴重な情報源でもあった。創業時点はB5版のカラー表紙で全34ページ、一冊1.5ドル（年間15ドル）で、印刷はハワイ報知が行っていた。1995年に藤井が没してからはハワイ報知に売却され、2011年まで同社が発行した。
2006年4月のハードコピー出版物「コキク・マガジン（Kokiku Magazine）」では、ファンは『そこが知りたい』など、過去の紀行番組を放送し続けるKIKUに不満を表明していた。次の5月号では、KIKUのゼネラルマネージャーであるフィリス・キハラが当局の立場を擁護し、『そこが知りたい』は、平日19:00の時間枠で放送されることを示す主要なネットワークの一部よりもローカルのニールセン視聴率で高い評価を得ていると述べた。